# Тверда піна
Тверднуча піна являє собою однорідний матеріал дрібнопористої структури. Твердіюча піна практично повітронепроникна, пожежостійка. При безпосередньому впливі полум'я її поверхневий шар обвуглюється, деформується, але полум'я по поверхні не поширюється. Твердіюча піна стійка до впливу агресивних шахтних середовищ, має досить високі адгезійні властивості до вугілля, гірської породи, дерева.
Тверду піну одержують, наприклад, шляхом механічного змішування водного розчину карбамідоформальдегідної смоли з піноутворювачем і розчином ортофосфорної кислоти, з подальшим спінюванням суміші стисненим повітрям. Вона володіє піддатливістю при стисненні і під дією гірничого тиску ущільнюється, не втрачаючи ізоляційних властивостей.
Застосування: для виготовлення вибухостійких і ізолюючих перемичок на шахтах, ізолюючих покриттів, наприклад при ремонтах нафтоналивних резервуарів.
Так, на вугільних шахтах Польщі для виготовлення вибухостійких і ізолюючих перемичок, а також для заповнення пустот і закладки, використовують цілий ряд тверднучих пін різних за складом, таких, як «Дьюрафоам», «Вільфлекс», «Візофоам» тощо. З їхньою допомогою можливе ефективне управління газовиділенням, що забезпечує перерозподіл газу в межах виїмкової дільниці в часі і просторі.